# Storia dei due fratelli

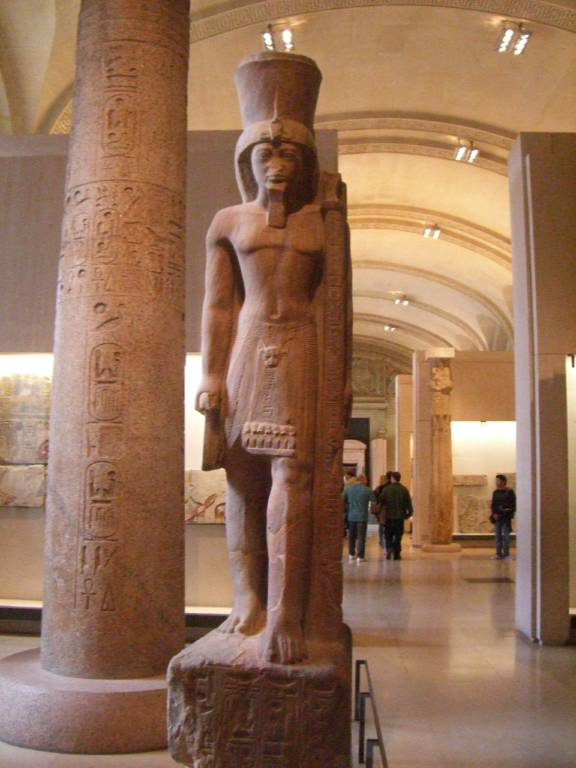
Statua di Seti II conservata al museo del Louvre

Storia dei due fratelli è un'opera appartenente alla letteratura dell'Antico Egitto risalente al periodo del Nuovo Regno. Viene considerata come la più antica tra le favole note, risalendo al XIII secolo a.C..
Il testo fu trascritto su papiro per il faraone Seti II, che ne fu il primo proprietario, da Inena, celeberrimo scrittore del tempo; Inena non è però l'autore della storia, che risale a tempi più antichi ed è il risultato finale di una lunga elaborazione orale tramandatasi per generazioni.
Nonostante per gli standard letterari sviluppatisi dopo il Medioevo la Storia dei due fratelli rientri nel genere della fiaba per la sua trama articolata e la presenza dell'elemento magico, all'interno del suo contesto storico è considerata una favola nel senso antico del termine, cioè una narrazione fantastica.

## Storia

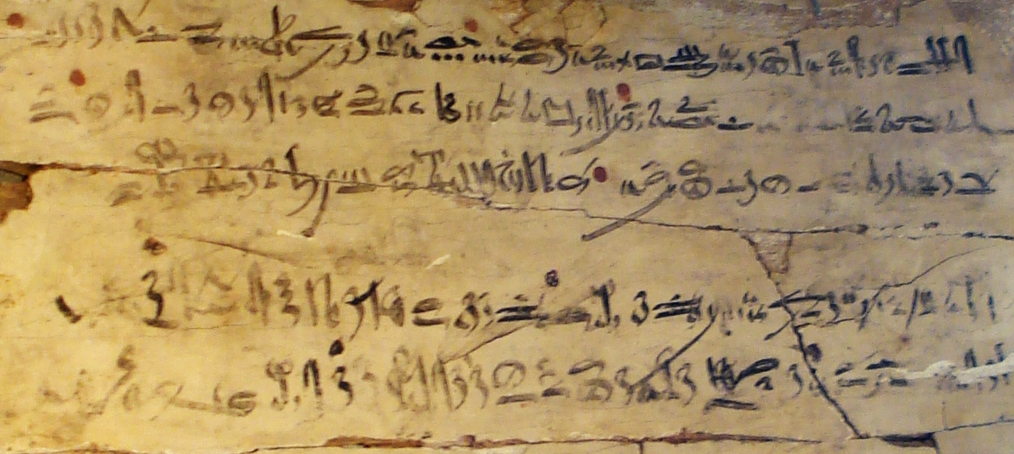
Esempio di Scrittura Ieratica del 1500 a.C..

Il testo della favola fu scritto su un rotolo di papiro acquistato nel 1852 da una facoltosa signora inglese presso un mercato dell'antiquariato italiano. Il documento, poi denominato Papiro D'Orbiney, venne mostrato a un famoso egittologo dell'epoca che ne tradusse il contenuto. La scrittura utilizzata è quella in caratteri ieratici, quindi antichi poiché paragonabili a quelli dei più vecchi testi noti, risalenti al XVII secolo a.C., e poiché non presenta errori si suppone sia stato scritto dagli scribi. Il papiro è oggi conservato al British Museum.
La trama presenta una vicenda drammatica e avventurosa, ma secondo alcuni storici potrebbe rappresentare una satira politica basata parzialmente sulle reali difficoltà incontrate da Seti II con il suo fratellastro, l'usurpatore Amenmesse, anche se i fatti storici non sono così certi da rendere sicura questa ipotesi. Secondo altri esperti il testo presenterebbe qualche somiglianza con la storia biblica di Giuseppe, figlio di Rachele e di Giacobbe durante la sua permanenza in Egitto nello stato di schiavitù, al servizio di un ufficiale del faraone: un giorno Giuseppe rifiuta il corteggiamento della moglie dell'ufficiale, accusato quindi ingiustamente dalla donna Giuseppe viene rinchiuso in prigione. Altri elementi della trama sembrerebbero derivati dal mito della morte e risurrezione di Osiride.

## Trama

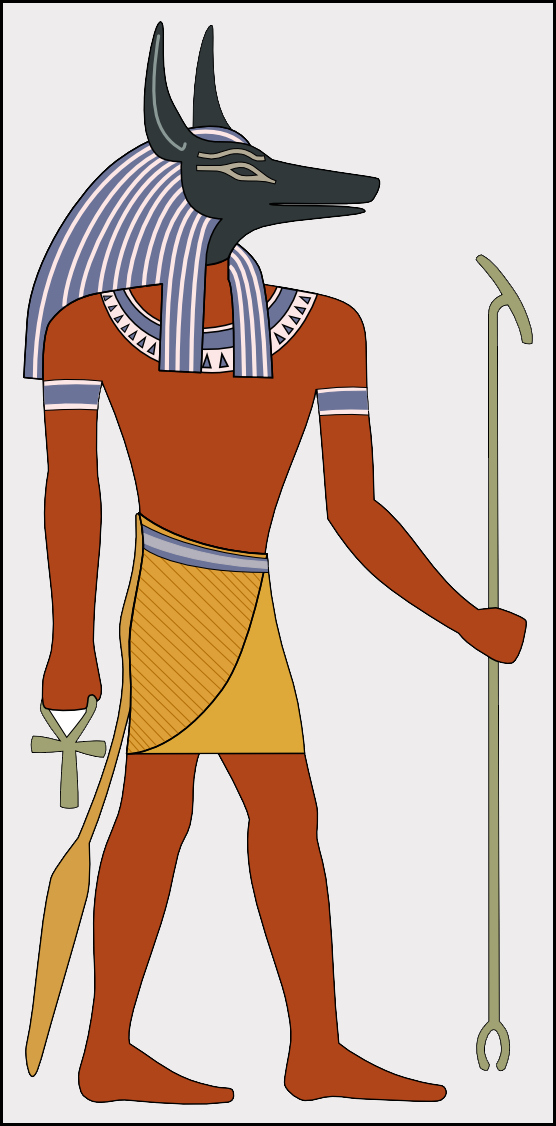
Rappresentazione di Anubis.

I protagonisti della storia sono due fratelli e le loro rispettive mogli. Nonostante vari personaggi del testo presentino nomi di divinità, a partire dai due fratelli Anubi e Bata, non è certo se costoro siano fin dall'origine le omonime divinità del pantheon egizio o se i nomi siano stati aggiunti ai personaggi in un secondo momento durante le rielaborazioni subite dal racconto nel corso dei secoli, attribuendogli in questo modo un significato religioso. Le divinità Anubi e Bata compaiono insieme in alcune raffigurazioni del periodo storico a cui risale il racconto.
La storia narra le vicende di un giovane servo, chiamato Bata, che lavora al servizio del fratello Anubi. La moglie di Anubi tenta di sedurre Bata, ma al suo rifiuto la donna, indignata e offesa, lo accusa falsamente davanti al marito: Bata fugge per evitare l'ira di Anubi, che vuole ucciderlo come gli comunica una vacca della mandria da lui accudita. Bata riesce a spiegare ad Anubi il suo disappunto per i comportamenti maliziosi e ingannevoli di sua moglie, manifesta il suo sdegno amputandosi il pene che viene inghiottito da un pesce (similmente a come accade nel mito di Osiride), formula al fratello Anubi una lunga serie di profezie su fatti che li riguarderanno da vicino, dopodiché fugge via. La liricità della fiaba raggiunge in queste righe alcuni dei suoi migliori momenti, come il preannuncio di una possibile resurrezione nel momento in cui il fratello riuscisse a rintracciare il cuore di Bata sulla cima del fiore del cedro e inserirlo poi in un vaso di acqua fresca. Da questo momento i due fratelli si separano: Bata si reca nella Valle del Cedro mentre Anubi raggiunge la sua abitazione e uccide la moglie bugiarda.
Da questo atto in poi, la fiaba si impregna di magia, manifestata attraverso prodigi e metamorfosi che daranno la possibilità a Bata di salire addirittura al trono. Innanzitutto Bata incontra nove divinità, che gli forgiano una splendida donna per tenergli compagnia. La donna, però, viene rapita dal mare, che le afferra la lunga treccia per poi abbandonarla proprio nel luogo dove lavorano i lavandai del faraone: quest'ultimo, estasiato dalla bellezza e dal profumo della treccia, indice una caccia alla sua proprietaria e alla fine riesce a portare la donna in Egitto dove viene nominata "grande favorita", con il potere di formulare qualunque tipo di richiesta. La donna esprime il desiderio che muoia il marito Bata, il quale viene dunque raggiunto e smembrato; di lui resta solo il cuore che il fratello riuscirà, dopo cinque lunghi anni di ricerche, a ritrovare e a farlo così rivivere, grazie alla magica trasformazione in un grosso toro, che diviene inizialmente un pupillo del faraone e in un secondo momento, dopo che Bata si è rivelato alla perfida moglie, un animale da sacrificio. Ma dalle gocce del sangue del toro risorge un'altra volta Bata, stavolta sotto forma di albero di persea. Di nuovo Bata si rivela alla crudele moglie, che invoca il taglio della pianta per costruire un mobile. Nonostante ciò Bata riesce a rinascere per una terza volta, rivela la malignità della donna e sale sul trono.